# شرادرا ديريدنس
شرادرا ديريدنس أو يرقة أينشتاين في الطور ما قبل التحول للفراشة الكاملة تكون الحشرة على هيئة يرقة ذات شكل مميز، أطلق عليها لقب (يرقة أينشتاين) نسبة لشبهها بعالم الفيزياء البرت أينشتاين وهي لعثة اسمها يرقة أينشتاين وتوجد في أمريكا الشمالية.